# Гренландия (остров)
Гренландия (на гренландски: Kalaallit Nunaat; на датски: Grønland) е най-големият остров на Земята. Намира се в североизточната част на Северна Америка и следователно от гледна точка на физическата география принадлежи към нея. Политически той принадлежи към Европа, тъй като заедно с околните по-малки острови образува едноименна автономна административна единица, която е част от Датското кралство. Островът има излаз на Атлантическия и Северния ледовит океан. Площта му е 2 166 086 km², дължината му от север на юг е 2700 km, а от запад на изток – 1300 km.
Най-голямото селище на острова е Нуук, който е с население от 17 984 души към 2019 година. Градът е разположен на полуостров в западната част на Гренландия.
Най-северната точка на острова, нос Морис Джесуп, разположен точно на юг от 84-та ширина, се смята за най-близкото парче земя до Северния полюс до откриването на остров Кафеклубен през 1900 г.
Южната точка се намира близо до 59-та северна ширина.

## Етимология
Ранните викингски заселници наричали острова Гринланд („Зелена земя“). Исландските саги разказват как норвежкият викинг Ерик Торвалдсон бил изгонен от Исландия за две убийства и отишъл в изгнание в земя, за която вече е известно, че се намира на северозапад. Заедно със своето семейство и слугите си той намира благоприятно място за заселване и му дава сегашното име – очевидно с надеждата, че заселниците ще бъдат по-склонни да отидат на острова с такова благозвучно име.
Името на острова на гренландски е Kalaallit Nunaat („земя на Калаалите“). Калаалите са група, част от гренландските ескимоси, живеещи в западната част на острова.

## История
Гренландия има богата и разнообразна история. Първите селища на острова се появяват преди повече от 4500 години, когато ескимосите започват да се заселват по северните му територии. Викингите, водени от Ерик Торвалдсон, пристигат през 10 век и основават колонии в югозападната част на острова, известни като Винланд. С течение на времето тези колонии изчезват, вероятно поради изменението на климата и конфликтите с местното население. Гренландия остава рядко населена в продължение на много векове, докато Дания не установява официален контрол над острова в средата на 20 век. Оттогава Гренландия е преминала през няколко етапа на автономия и самоуправление. Автономията е въведена през 1979 г., а през 2008 г. Гренландия получава самоуправление, което ѝ позволява да участва по-активно в международните дела и управлението на природните си ресурси. Днес Гренландия продължава да е изправена пред предизвикателства, свързани с изменението на климата, икономическото развитие и уникалната културна идентичност на нейния народ, който съчетава традиционните ескимоски практики с модерния начин на живот.

## География
По-голямата част от острова е покрита с почти непрекъсната ледена покривка, която влияе върху нивото на световните морета. Географията на Гренландия е разнообразна, с планински вериги, фиорди и ледници, както и обширни тундрови равнини. Вътрешността остава до голяма степен необитаема, докато крайбрежните райони привличат население, включително местните ескимоси. Гренландия има богато природно разнообразие и уникални екосистеми, което я прави важна за изучаването на изменението на климата и опазването на околната среда.

## Климат
Климатът на Гренландия е уникален и разнообразен, до голяма степен обусловен от нейното географско положение и ледената покривка. Вътрешността на страната се характеризира с арктичен климат със студена зима и кратко, прохладно лято. По крайбрежието, особено в южните и югоизточните райони, условията са по-умерени. Поради климатичните промени Гренландия е изправена пред покачване на температурите, което води до топене на ледниците и промяна на екосистемите. Тези промени засягат не само природата, но и живота на местните жители, техния традиционен начин на живот и икономиката. В резултат на това климатът на Гренландия се превръща в обект на значително научно изследване и международно внимание.

## Население
Населението на Гренландия към 2019 г. е 55 992 души. Гъстотата на населението от 0,027 души/km² за целия архипелаг. Основните народи на територията на Гренландия са гренландските ескимоси, които съставляват около 90% от общото население. Останалите 10% са предимно датчани и други европейци.
По-голямата част от населението живее на югозападното крайбрежие, където са концентрирани най-големите градове на Гренландия – столицата Нуук с население от 17 984 души (2019 г.), Какорток, Сисимиут, Маниитсок. Поминъкът на населението е най-често лов и риболов.
Основният език на Гренландия е гренландският. Датският също е широко разпространен.